# 高畑山 (神奈川県)
高畑山（たかはたやま）は丹沢大山国定公園内、神奈川県清川村に位置する標高766mの山。宮ヶ瀬から丹沢山への登山道の途中にある山で、低いが展望台が設置してある。

## 付近の山
- 御殿森ノ頭
- 松小屋ノ頭
- 東峰（本間ノ頭）